# SattelFest

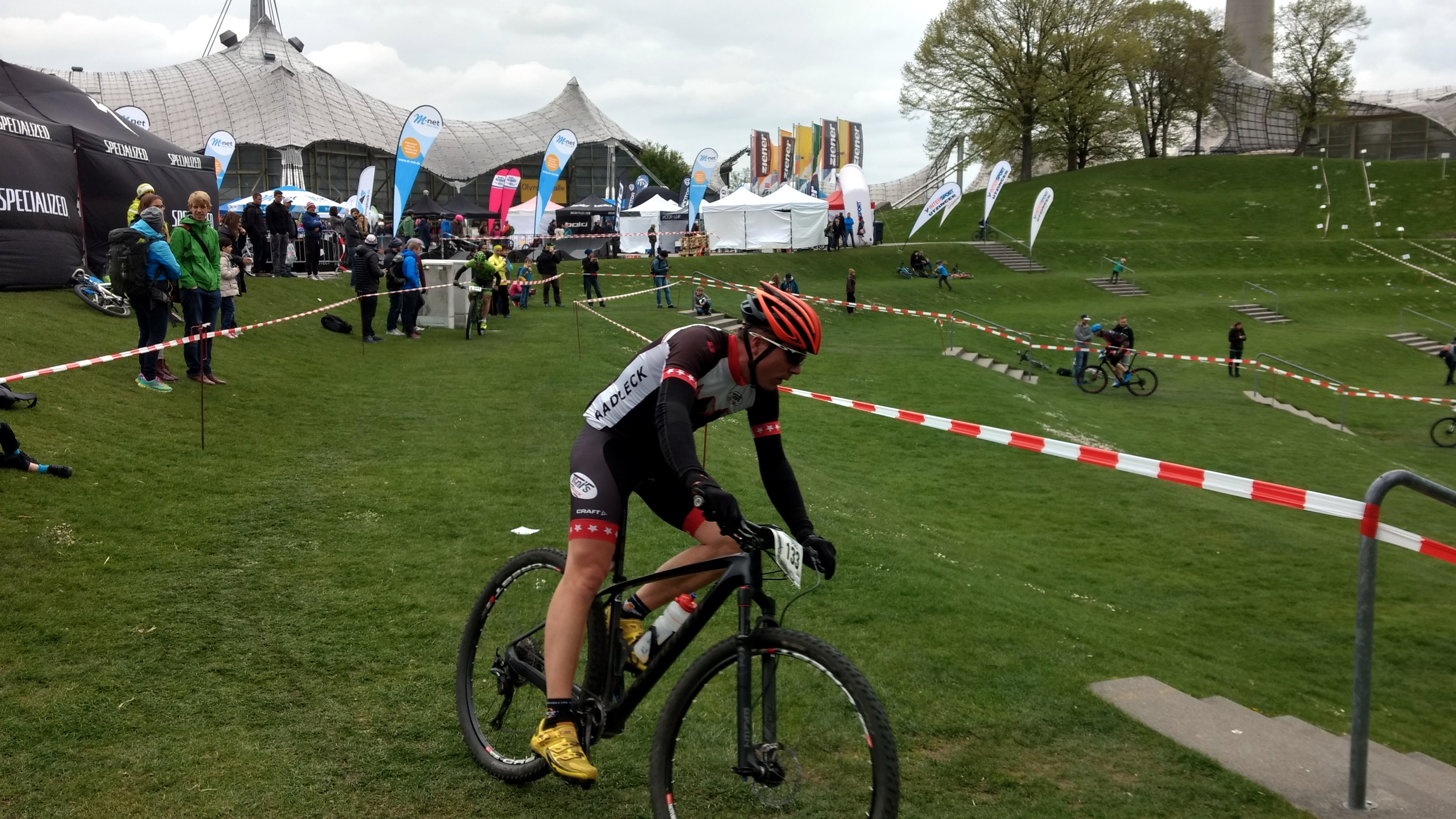
XCO-Rennen beim Sattelfest München

Das SattelFest war ein von 2016 bis 2018 im April stattfindendes Radsportfestival am Coubertinplatz im Münchner Olympiapark. 
Die zweitägige Veranstaltung bestand aus einer Expo rund um das Thema Fahrrad sowie verschiedenen Wettbewerben für Kinder und Erwachsene und zog 2017 auf rund 18.000 m² Fläche über 40.000 Besucher an.
In den Jahren 2016 und 2017 war das Münchner Sattelfest auch eine Station der Ritchey Mountainbike Challenge. Der Wettbewerb im Cross-Country-Stil wurde auf einem präparierten Parcours durch den Olympiapark und über den Olympiaberg durchgeführt, der bis zu achtmal zu durchfahren war. Je Runde waren 5 Kilometer und gut 150 Höhenmeter zu überwinden.